# Vyšné Tomanovské pleso
Vyšné Tomanovské pleso je ledovcové jezero ve skupině Tomanovských ples v Tomanovské dolině, jež je horní větví Tiché doliny v Západních Tatrách na Slovensku. Má rozlohu 0,1925 ha a je 62 m dlouhé a 41 m široké. Dosahuje maximální hloubky 1,7 m a objem vody v něm činí 1234 m³. Leží v nadmořské výšce 1597 m.

## Okolí
Okolí plesa je porostlé travou a kosodřevinou. Na jihovýchodě se zvedají svahy Liptovské Tomanové a na jihozápadě svahy Poľské Tomanové. Na západě se nacházejí Malé a Nižné Tomanovské pleso a ve vzdálenosti půl kilometru vede Polsko-slovenská státní hranice.

## Vodní režim
Pleso má dva nepravidelné drobné povrchové přítoky a odtéká z něj na severovýchod zdrojnice Tomanova potoka, který o něco níže překonává Tomanovský vodopád. Rozměry jezera v průběhu času zachycuje tabulka:
| Rok   | Měření prováděl | Rozloha ha | Délka m | Šířka m | Hloubka max.m | Objem m³ |
| ----- | --------------- | ---------- | ------- | ------- | ------------- | -------- |
| [ 1 ] | WET             | 0,19       | 62      | 41      | 1             | [ 1 ]    |
| 2005  | Gregor, Pacl    | 0,1925     | [ 1 ]   | [ 1 ]   | 1,7           | 1234     |

## Přístup
Pleso není veřejnosti přístupné.  Červená turistické značce z Rázcestí pod Tomanovou, která vedla 400 m severně dále na Tomanovské sedlo a do Polska byla zrušena v roce 2008.